# 仁山駅
仁山駅（にやまえき）は、北海道亀田郡七飯町仁山にある北海道旅客鉄道（JR北海道）函館本線（本線）の駅である。駅番号はH69。電報略号はニマ。事務管理コードは▲140107。

## 歴史

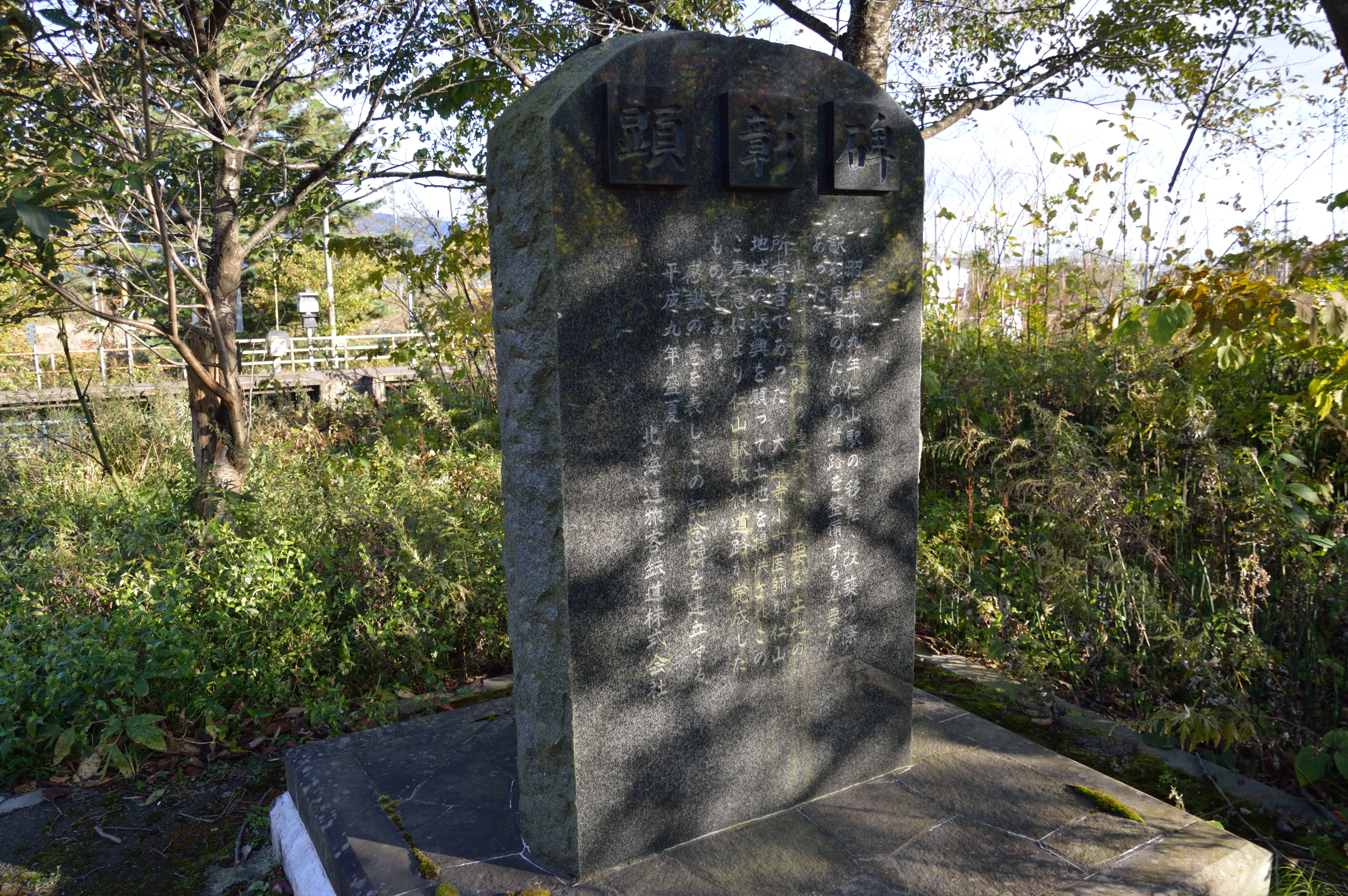
構内のJR北海道による大道寺小市医師の顕彰碑

当駅の前身は、20‰の急勾配の途中での列車交換のために設けられたスイッチバック形式の信号場である。当時は本屋のほか官舎11戸があるのみであった。
信号場ながら長らく仮乗降場として旅客扱いを行っており、終戦後の疎開者定着、開拓者入地により利用客が増加、設備の改良も行われたが、正規の駅となったのは国鉄分割民営化のときであった。

しかし、有人信号場時代には信号場職員が当駅発の乗車券を販売していた記録が残るなど、仮乗降場時代より正規の有人駅に準じる扱いがとられていた。

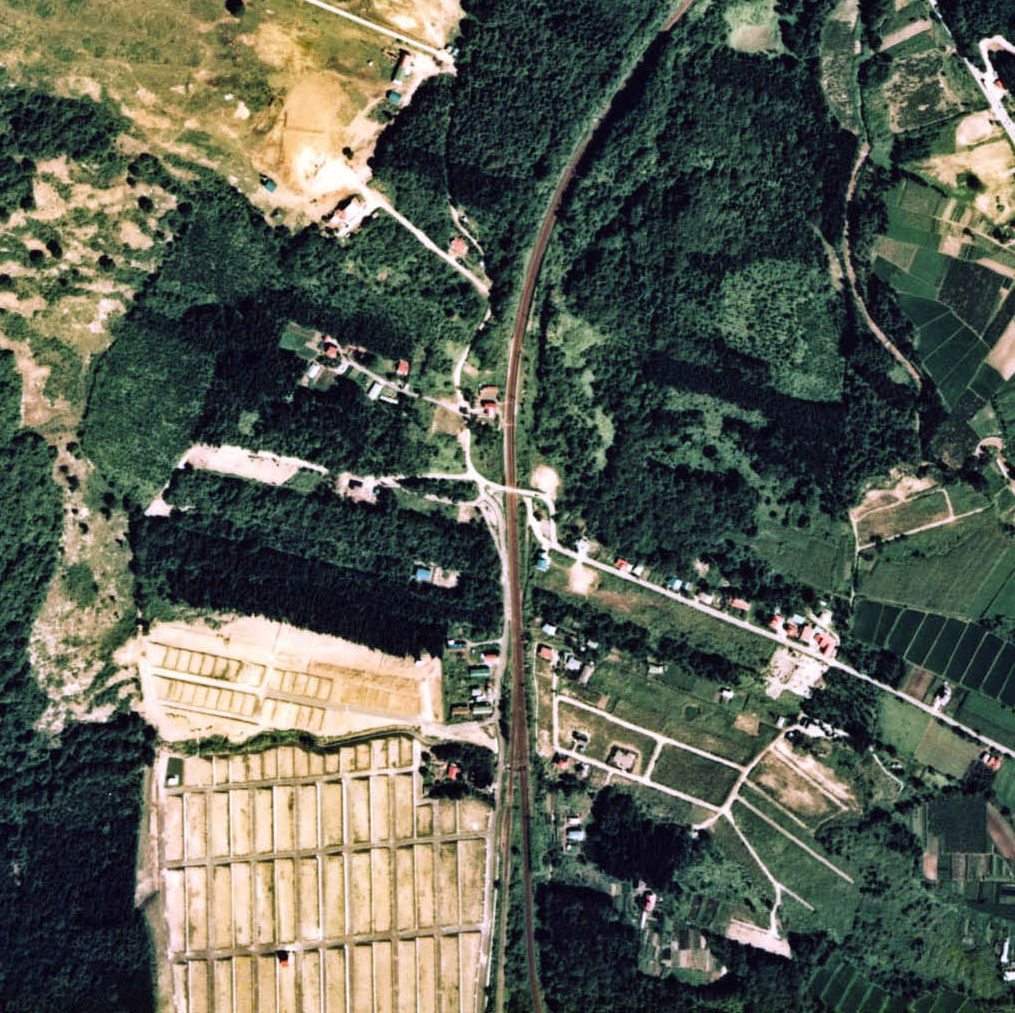
1976年の仁山信号場（仮乗降場）と周囲約1km範囲。下の右が本線函館方面、左はこの時期には基本的に無用となった加速線の軌道だが、部分的にまだ使用されている。

### 年表
- 1936年（昭和11年）9月15日：国有鉄道函館本線の本郷駅（現：新函館北斗駅） - 軍川駅（現：大沼駅）間に仁山信号場として新設[2][5]。
  - この時点では単なるスイッチバック停車場であった[7]。
- 1943年（昭和18年）：下り加速線新設に伴い下り列車の待避方法を変更。構内改良の上、駅舎を現在地に移転[5]。
  - これと前後して仮乗降場（局設定）として旅客取扱い開始。
  - この際、道路の建設に必要な土地を土地所有者の大道寺小市医師が提供したとされ、構内に顕彰碑が建立されている。
- 1947年（昭和22年）：上下仮ホーム延長、仮待合室設置[5]。このほか、信号場と麓の峠下地区を結ぶ道路・踏切道の新設、仁山高原ハイキング道路の新設、住民による「第1回駅昇格運動」が行われる[5]。
- 1949年（昭和24年）
  - 3月：国鉄当局から住民に対し、周辺整備について感謝状贈呈[5]。
  - 6月1日：日本国有鉄道法施行に伴い、日本国有鉄道（国鉄）に継承。
- 1950年（昭和25年）2月：住民による「第2回駅昇格運動」が行われる[5]。
- 1952年（昭和27年）
  - 3月：住民による「第3回駅昇格運動」が行われる[5]。
  - 4月：待合室設置[8]。
- 1962年（昭和37年）7月25日：当信号場 - 軍川駅間に熊の湯信号場新設。当信号場より遠隔制御を実施[9]。
- 1966年（昭和41年）9月30日：藤城線（七飯駅 - 軍川駅間別線）開通に伴い熊の湯信号場廃止[9]。
- 1984年（昭和59年）11月1日：無人化[8]。ただし駅員の出張による乗車券発売を継続。
- 1986年（昭和61年）11月1日：駅員出張廃止、完全無人化[10]。この時に青函船舶鉄道管理局では大幅な無人化が実施され、当時管理駅であった渡島大野駅(現：新函館北斗駅)も無人化された[注 2][10]。
- 1987年（昭和62年）4月1日：国鉄分割民営化に伴い、北海道旅客鉄道（JR北海道）の駅となると共に旅客駅に昇格し、仁山駅となる[2]。
- 2007年（平成19年）10月1日：駅ナンバリングを実施[JR北 1]。
- 2025年（令和7年）
  - 3月15日：同日のダイヤ改正での函館本線普通列車再編により、朝の下り普通列車1本が当駅通過として設定される[11][注 3]。
  - 4月：同月ごろJR北海道から七飯町へ当駅廃止が打診される[新聞 1]。廃止打診理由は年500万円の維持費と利用客僅少[新聞 1]。
  - 7月28日：JR北海道が同日開催の住民説明会にて、時期未定ながら当駅を廃止する方針が示される[新聞 2][新聞 1]。七飯町は再考を求め、JR北海道は町側と引き続き協議[新聞 1]。

### 駅名の由来
当駅の所在する地名より。アイヌ語の「ニ・ヤㇺ」（ni-yam、木・栗山）に由来するという説があるが、はっきりしない。

## 駅構造
信号場としての開設当時は、本線上に設けられた交差渡り線を中心に、函館方の旭川方に向かって左手に加速線を兼ねた1番線、その対角線上に2番線を設けたスイッチバック形式であったが、1943年（昭和18年）の構内改良で現在に近い形態となった。
現在は下り本線と上り本線の2線に相対式ホーム2面2線と木造駅舎を有する地上駅。互いのホームは中央部分に設けられた構内踏切で連絡している。上下線とも安全側線付帯である。
このほか、下り本線の函館方には加速線が設置されており、勾配が緩やかな藤城線開通以前、重量級の下り列車はいったん加速線に退行してから発車していた。加速線は現在でも保守用として現存する。また、1993年（平成5年）ごろには加速線に短いホームが残っていたことが確認されているが、その具体的用途については不明とされている。
七飯駅管理（夜間連絡先は五稜郭駅）の無人駅となっているが、有人信号場時代からの木造駅舎が残る。駅舎は構内の東側（旭川方面に向かって右側）に位置し、下り線ホームとは通路で連絡する。また、トイレを有する。待合室は格天井を有し長椅子が設置されている。
2001年（平成13年）時点では、駅舎に掲げられていた駅名表記が「仁山信号場」のままであったが、その後「仁山駅」に変更されている。

### のりば
| 番線 | 路線      | 方向 | 行先           |
| ---- | --------- | ---- | -------------- |
| 1    | ■函館本線 | 下り | 森・長万部方面 |
| 2    | ■函館本線 | 上り | 函館方面       |

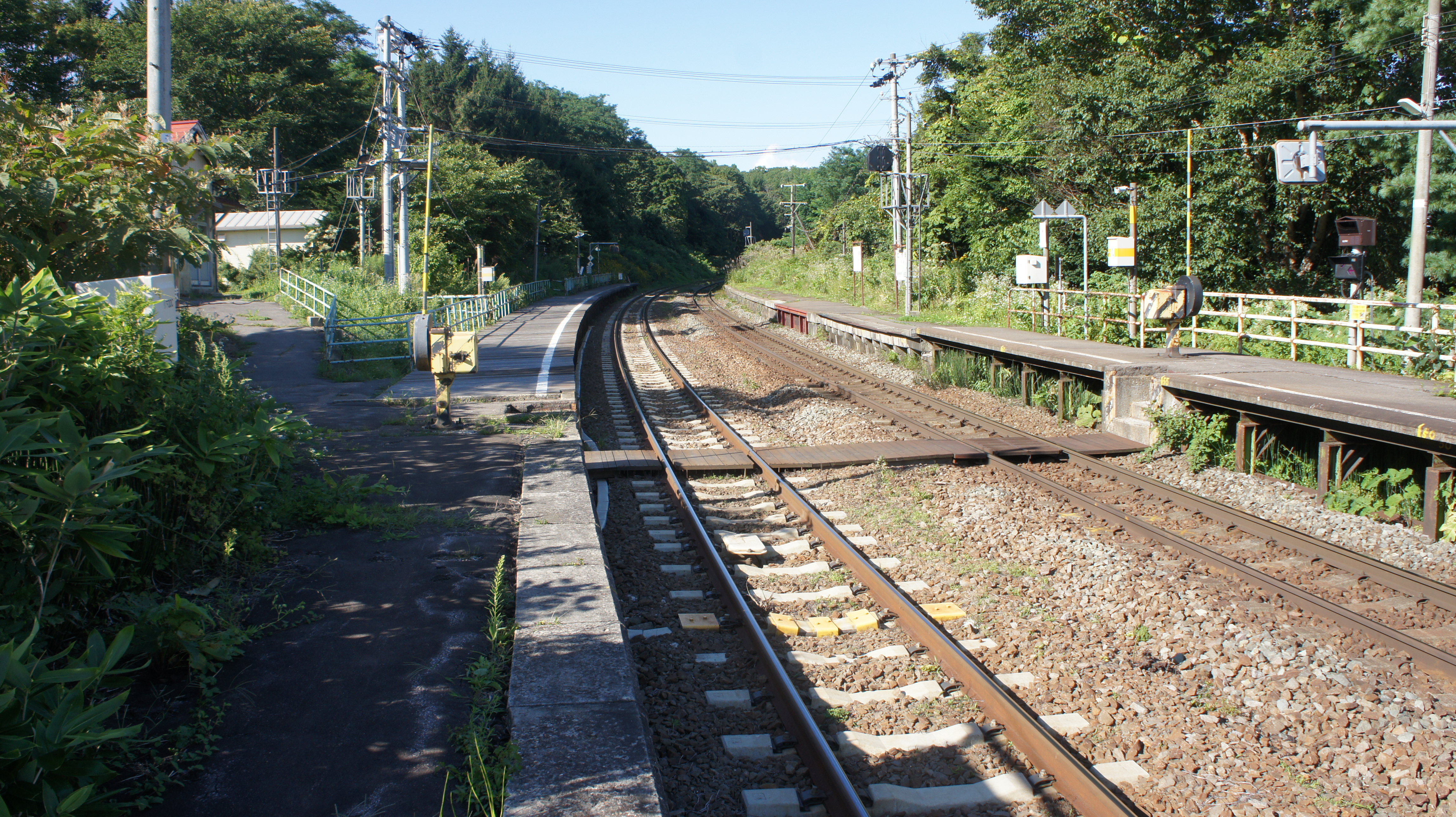
ホーム（2017年8月）
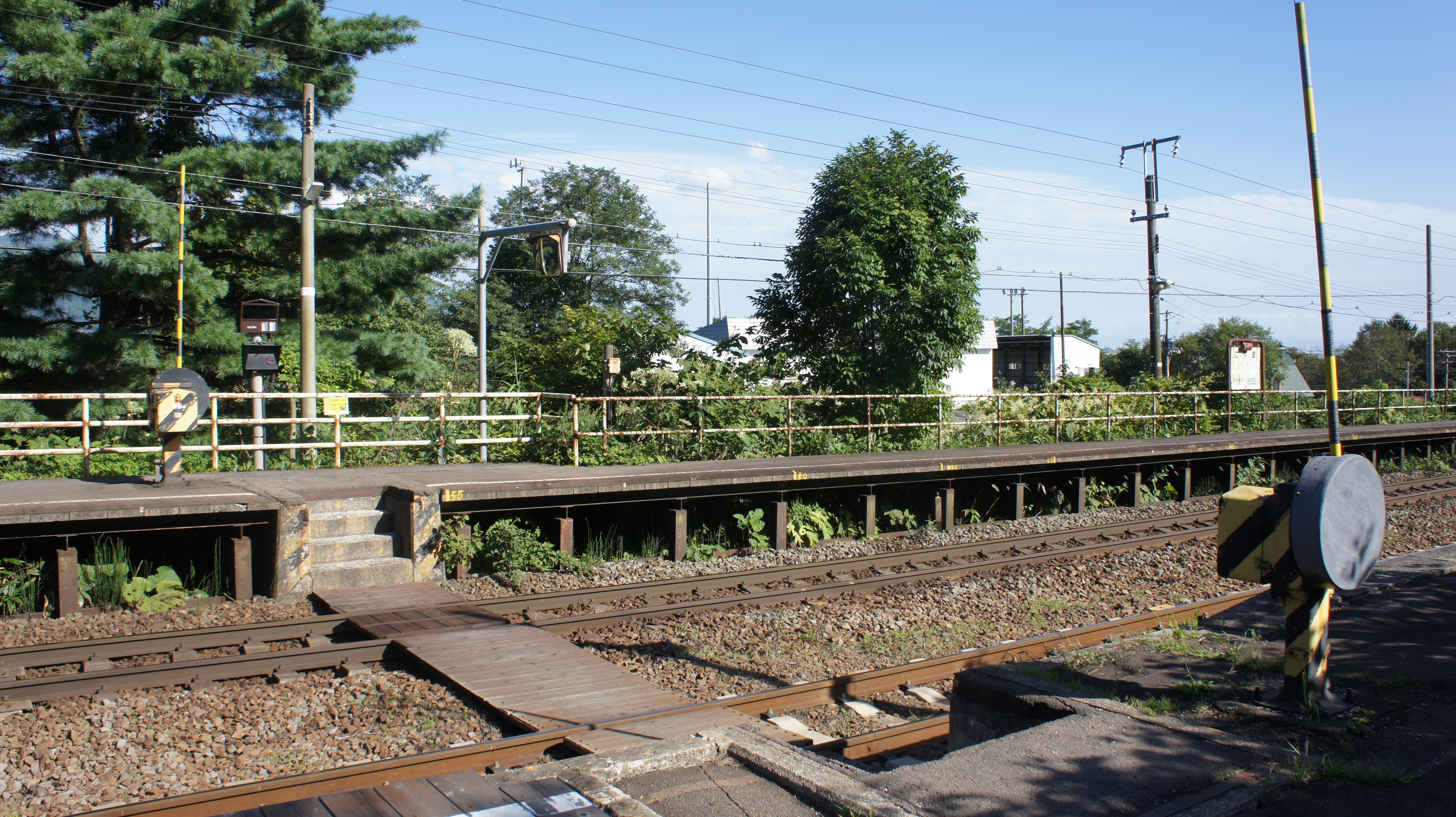
構内踏切（2017年8月）
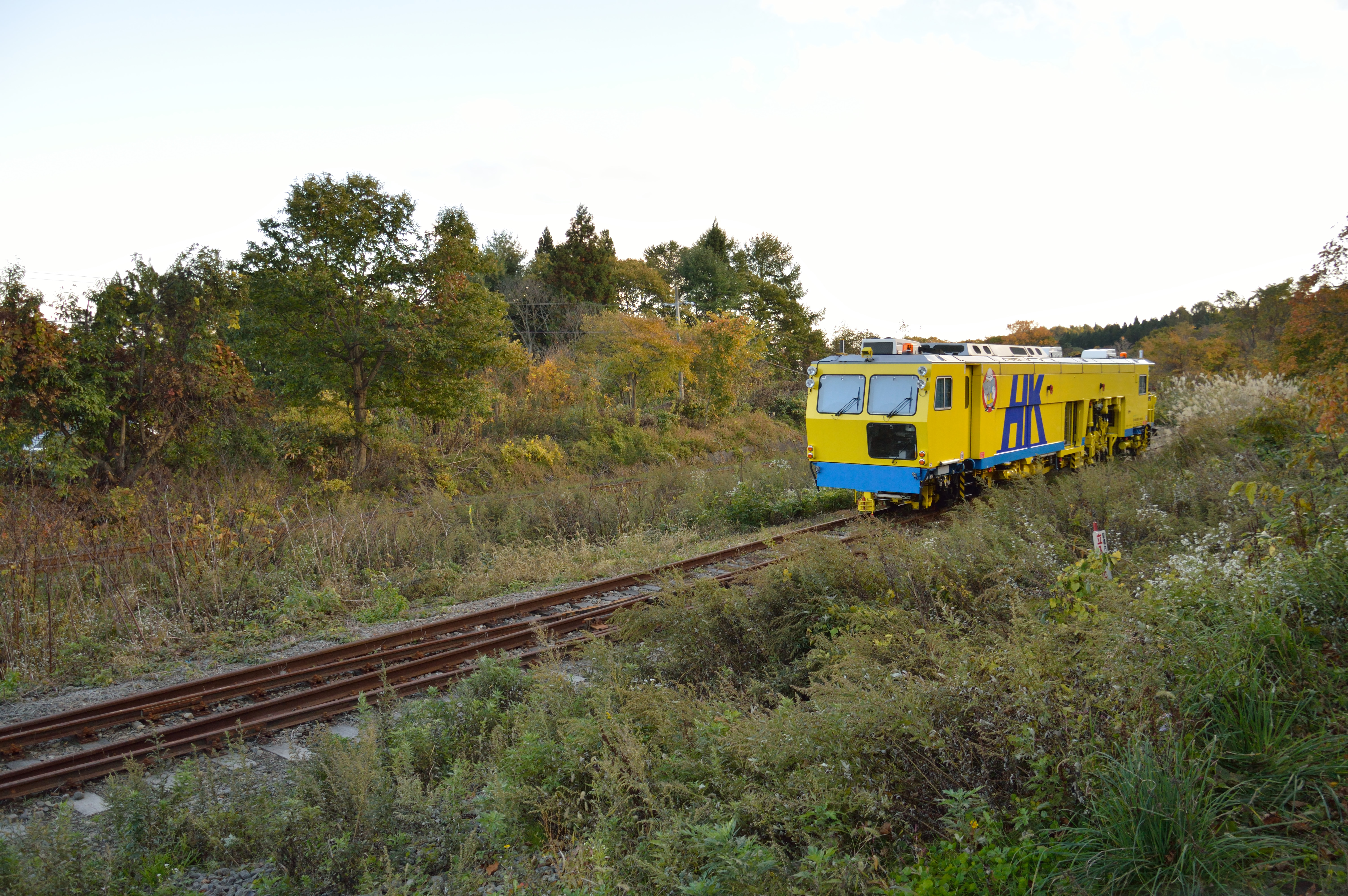
旧加速線上に留置されているマルチプルタイタンパー（2016年10月）

## 利用状況
乗車人員の推移は以下の通り。年間の値のみ判明している年度は日数割で算出した参考値を括弧書きで示す。出典が「乗降人員」となっているものについては1/2とした値を括弧書きで乗車人員の欄に示し、備考欄で元の値を示す。
また、「JR調査」については、当該の年度を最終年とする過去5年間の各調査日における平均である。
| 年度               | 乗車人員（人） | 乗車人員（人） | 乗車人員（人） | 出典            | 備考                                                           |
| 年度               | 年間           | 1日平均        | JR調査         | 出典            | 備考                                                           |
| ------------------ | -------------- | -------------- | -------------- | --------------- | -------------------------------------------------------------- |
| 1949年（昭和24年） | 24,942         | (68.3)         |                | [ 5 ]           | 以下『七飯町史』出典の乗車人員には定期券・無償乗車証を含まず   |
| 1950年（昭和25年） | 21,772         | (59.6)         |                | [ 5 ]           |                                                                |
| 1951年（昭和26年） | 24,725         | (67.6)         |                | [ 5 ]           |                                                                |
| 1952年（昭和27年） | 25,522         | (69.9)         |                | [ 5 ]           |                                                                |
| 1953年（昭和28年） | 24,996         | (68.5)         |                | [ 5 ]           |                                                                |
| 1954年（昭和29年） | 24,368         | (66.8)         |                | [ 5 ]           |                                                                |
| 1955年（昭和30年） | 36,344         | (99.3)         |                | [ 5 ]           |                                                                |
| 1956年（昭和31年） | 43,895         | (120.3)        |                | [ 5 ]           |                                                                |
| 1957年（昭和32年） | 36,464         | (99.9)         |                | [ 5 ]           |                                                                |
| 1958年（昭和33年） | 44,626         | (122.3)        |                | [ 5 ]           |                                                                |
| 1959年（昭和34年） | 44,847         | (122.5)        |                | [ 5 ]           |                                                                |
| 1960年（昭和35年） | 44,457         | (121.8)        |                | [ 5 ]           |                                                                |
| 1961年（昭和36年） | 44,198         | (121.1)        |                | [ 5 ]           |                                                                |
| 1962年（昭和37年） | 45,085         | (123.5)        |                | [ 5 ]           |                                                                |
| 1963年（昭和38年） | 22,257         | (60.8)         |                | [ 5 ]           |                                                                |
| 1964年（昭和39年） | 20,846         | (57.1)         |                | [ 5 ]           |                                                                |
| 1965年（昭和40年） | 20,223         | (55.4)         |                | [ 5 ]           | 繁忙期には行楽客の利用により、1日800人ほどの乗降客数となった。 |
| 1966年（昭和41年） | 26,689         | (73.1)         |                | [ 5 ]           |                                                                |
| 1967年（昭和42年） | 32,980         | (90.1)         |                | [ 5 ]           |                                                                |
| 1968年（昭和43年） | 30,806         | (84.4)         |                | [ 5 ]           |                                                                |
| 1969年（昭和44年） | 28,770         | (78.8)         |                | [ 5 ]           |                                                                |
| 1970年（昭和45年） | 24,362         | (66.7)         |                | [ 5 ]           |                                                                |
| 1971年（昭和46年） | 18,116         | (49.5)         |                | [ 5 ]           |                                                                |
| 1972年（昭和47年） | 16,260         | (44.5)         |                | [ 5 ]           |                                                                |
| 1973年（昭和48年） | 18,205         | (49.9)         |                | [ 5 ]           |                                                                |
| 1974年（昭和49年） | 17,795         | (48.8)         |                | [ 5 ]           |                                                                |
| 1975年（昭和50年） |                | 40             |                | [ 19 ] [ 注 4 ] | 以下、『七飯町史 続刊』の数値はすべて概数。                    |
| 1976年（昭和51年） |                | 50             |                | [ 19 ] [ 注 4 ] |                                                                |
| 1977年（昭和52年） |                | 40             |                | [ 19 ] [ 注 4 ] |                                                                |
| 1978年（昭和53年） |                | 32             |                | [ 20 ]          |                                                                |
| 1979年（昭和54年） |                | 40             |                | [ 19 ] [ 注 5 ] |                                                                |
| 1980年（昭和55年） |                | 40             |                | [ 19 ] [ 注 5 ] |                                                                |
| 1981年（昭和56年） |                | 30             |                | [ 19 ] [ 注 5 ] |                                                                |
| 1982年（昭和57年） |                | 40             |                | [ 19 ] [ 注 5 ] |                                                                |
| 1983年（昭和58年） |                | 50             |                | [ 19 ] [ 注 5 ] |                                                                |
| 1984年（昭和59年） |                | 40             |                | [ 19 ] [ 注 5 ] |                                                                |
| 1985年（昭和60年） |                | 40             |                | [ 19 ] [ 注 5 ] |                                                                |
| 1986年（昭和61年） |                | 20             |                | [ 19 ] [ 注 5 ] |                                                                |
| 1987年（昭和62年） |                | 20             |                | [ 19 ] [ 注 5 ] |                                                                |
| 1988年（昭和63年） |                | 20             |                | [ 19 ] [ 注 5 ] |                                                                |
| 1989年（平成元年） |                | 10             |                | [ 19 ] [ 注 5 ] |                                                                |
| 1990年（平成02年） |                | 30             |                | [ 19 ] [ 注 5 ] |                                                                |
| 1991年（平成03年） |                | 40             |                | [ 19 ] [ 注 5 ] |                                                                |
| 1992年（平成04年） |                | 40             |                | [ 19 ] [ 注 5 ] |                                                                |
| 1993年（平成05年） |                | 40             |                | [ 19 ] [ 注 5 ] |                                                                |
| 1994年（平成06年） |                | 40             |                | [ 19 ] [ 注 5 ] |                                                                |
| 1995年（平成07年） |                | 20             |                | [ 19 ] [ 注 5 ] |                                                                |
| 1996年（平成08年） |                | 20             |                | [ 19 ] [ 注 5 ] |                                                                |
| 1997年（平成09年） |                | 10             |                | [ 19 ] [ 注 5 ] |                                                                |
| 1998年（平成10年） |                | 10             |                | [ 19 ] [ 注 5 ] |                                                                |
| 1999年（平成11年） |                | 10             |                | [ 19 ] [ 注 5 ] |                                                                |
| 2017年（平成29年） |                |                | 11.4           | [ 21 ]          |                                                                |
| 2018年（平成30年） |                |                | 9.6            | [ 22 ]          |                                                                |
| 2019年（令和元年） |                |                | 「10名以下」   | [ JR北 2 ]      |                                                                |
| 2020年（令和2年）  |                |                | 「10名以下」   | [ JR北 3 ]      |                                                                |
| 2021年（令和3年）  |                |                | 「3名以下」    | [ JR北 4 ]      |                                                                |
| 2022年（令和4年）  |                |                | 「3名以下」    | [ JR北 5 ]      |                                                                |
| 2023年（令和5年）  |                |                | 「3名以下」    | [ JR北 6 ]      |                                                                |

## 駅周辺
- 北海道道96号上磯峠下線
- 国道5号
- 仁山高原スキー場（休業中[新聞 1]）
- ニヤマ温泉[15]
- 七飯発電所
- 七飯町立峠下小学校
- 函館バス「仁山駅通」停留所[23]

## 隣の駅
北海道旅客鉄道（JR北海道）
■函館本線（一部列車は当駅通過）
新函館北斗駅 (H70) - 仁山駅 (H69) - *（熊の湯信号場） - *（小沼信号場） - 大沼駅 (H68)
*打消線は廃止信号場